# Kerékpározás a 2003. évi nyári európai ifjúsági olimpiai fesztiválon
A 2003. évi nyári európai ifjúsági olimpiai fesztiválon a kerékpározás versenyszámait Párizsban rendezték.

## Összesített éremtáblázat
| A 2003. évi nyári európai ifjúsági olimpiai fesztivál összesített éremtáblázata országúti kerékpározásban | A 2003. évi nyári európai ifjúsági olimpiai fesztivál összesített éremtáblázata országúti kerékpározásban | A 2003. évi nyári európai ifjúsági olimpiai fesztivál összesített éremtáblázata országúti kerékpározásban | A 2003. évi nyári európai ifjúsági olimpiai fesztivál összesített éremtáblázata országúti kerékpározásban | A 2003. évi nyári európai ifjúsági olimpiai fesztivál összesített éremtáblázata országúti kerékpározásban | Olimpia  |
| --- | --- | --- | --- | --- | -------- |
| | Ország | Arany | Ezüst | Bronz | Összesen |
| 1. | Németország                                                                                               | 1 | 1 | 0 | 2        |
| | Oroszország                                                                                               | 1 | 1 | 0 | 2        |
| 3. | Belgium                                                                                                   | 1 | 0 | 0 | 1        |
| 4. | Spanyolország                                                                                             | 0 | 1 | 0 | 1        |
| 5. | Észtország                                                                                                | 0 | 0 | 1 | 1        |
| | Hollandia                                                                                                 | 0 | 0 | 1 | 1        |
| | Lengyelország                                                                                             | 0 | 0 | 1 | 1        |
| | | | | |          |
| Összesen                                                                                                  | Összesen                                                                                                  | 3 | 3 | 3 | 9        |

## Férfi
| A 2003. évi nyári európai ifjúsági olimpiai fesztivál érmesei férfi országúti kerékpározásban |                              |                                  |                                |
| Versenyszám                                                                                   | Arany                        | Ezüst                            | Bronz                          |
| Férfi egyéni mezőnyverseny                                                                    | Oroszország Timofey Kritskiy | Spanyolország Sergi Seco Masanes | Hollandia Michel Kreder        |
| Férfi egyéni időfutam                                                                         | Németország Timon Seubert    | Oroszország Timofey Kritskiy     | Észtország Tanel Kangert       |
| Kritérium verseny                                                                             | Belgium Thomas Seghers       | Németország Sebastian Hans       | Lengyelország Maciej Ulanowski |